# Ailes des Ministres
Le Ailes des Ministres (in italiano: "ali dei ministri", distinte in "ala nord" e "ala sud") sono una coppia di edifici identici situati nella Cour d'Honneur della Reggia di Versailles, a Versailles, nel dipartimento di Yvelines, in Francia.
All'epoca della costruzione dell' « enveloppe » sopra il primitivo castello fatto erigere a Versailles da Luigi XIII, quando Luigi XIV era ormai intenzionato a trasferire definitivamente tutta la corte reale alla sua nuova reggia, pensò di trasferirvi anche gli organi ufficiali di governo e quindi di avere a propria disposizione anche tutti i ministri. Per fare ciò era necessario quindi predisporre degli alloggi per i ministri e per i loro studi direttamente presso la reggia e così nacquero le due Ailes des Ministres.
Esse sono poste ancora oggi a fianco della Cour d'Honneur e, iniziate nel 1678, vennero terminate l'anno successivo. Come anche la Grand Commun, questi edifici sono considerati parte dell'area centrale del castello.